# إنفيني دي
إنفيني دي (بالإنجليزية: Infini-D) هو برنامج رسومات حاسوبية ثلاثية الأبعاد موقوف عن الإنتاج طورته شركة سبيكيولار إنترناشيونال. استمرت شركة ميتا كرييشنز في إنتاج البرنامج حتى الإصدار 4.5 عندما دُمِجَت Specular معها. دُمِج البرنامج لاحقاً مع راي دريم ستوديو لإنشاء كاريرا. تخلت شركة ميتا كرييشنز بعد مدة وجيزة عن جميع المنتجات باستثناء ميتا ستريم، بما في ذلك كاريرا الذي باعته لشركة إيوفيا. بِيع البرنامج إلى المطور الحالي (مجموعة DAZ) بعد تفكك إيوفيا.
إنفيني دي عبارة عن حزمة متنوعة مفيدة لإنشاء الوسائط المطبوعة ووسائط الويب والفيديو. وقد انبثق عنها برنامج لوجو موشن، وهو تطبيق ثلاثي الأبعاد أساسي يشبه أدوبي دايمينشنز (النسخة السابقة من أدوبي دايمينشنز) يستهدف مستخدمي الطباعة والوسائط المتعددة. تتمتع الحزمة بواجهة سهلة الاستخدام، والقدرة على صف وتوزيع مهام العرض على مزرعة عرض، ما يحرر موارد حاسوب الفنان لمهام أخرى. جرى التعامل مع ميزة العرض الموزع في البداية من خلال برنامج منفصل اسمه BackBurner، لكنه دُمِج في إنفيني دي 4. كان إنفيني دي شائعاً بشكل خاص في سوق ماكنتوش.

## الجوائز
- جائزة وورلد كلاس أوورد من مجلة ماكوورلد لعام 1996، "أفضل مُصمم/عارض ثلاثي الأبعاد"[3]
- جائزة هايبر أوورد من نيو ميديا لعام 1996، "أفضل برنامج ثلاثي الأبعاد بسعر أقل من 1٬000 دولار أمريكي"
- جائزة بريزينترز تشويس أوورد من بريزينتيشن ماجازين لعام 1996، "أفضل برنامج للرسوم المتحركة".
- جائزة إديتورز تشويس أوورد من ماك يوزر لعام 1995، "أفضل تطبيق ثلاثي الأبعاد جديد".
- جائزة وورلد كلاس أوورد من مجلة ماكوورلد لعام 1994، "أفضل منتج ثلاثي الأبعاد"
- جائزة إديتورز تشويس أوورد من مجلة ماك وورلد لعام 1994.

## روابط الخارجية
- وصف منتج Specular Infini-D 3.5 على موقع واي باك مشين (1997) (بالإنجليزية)